# 諾爾莊園

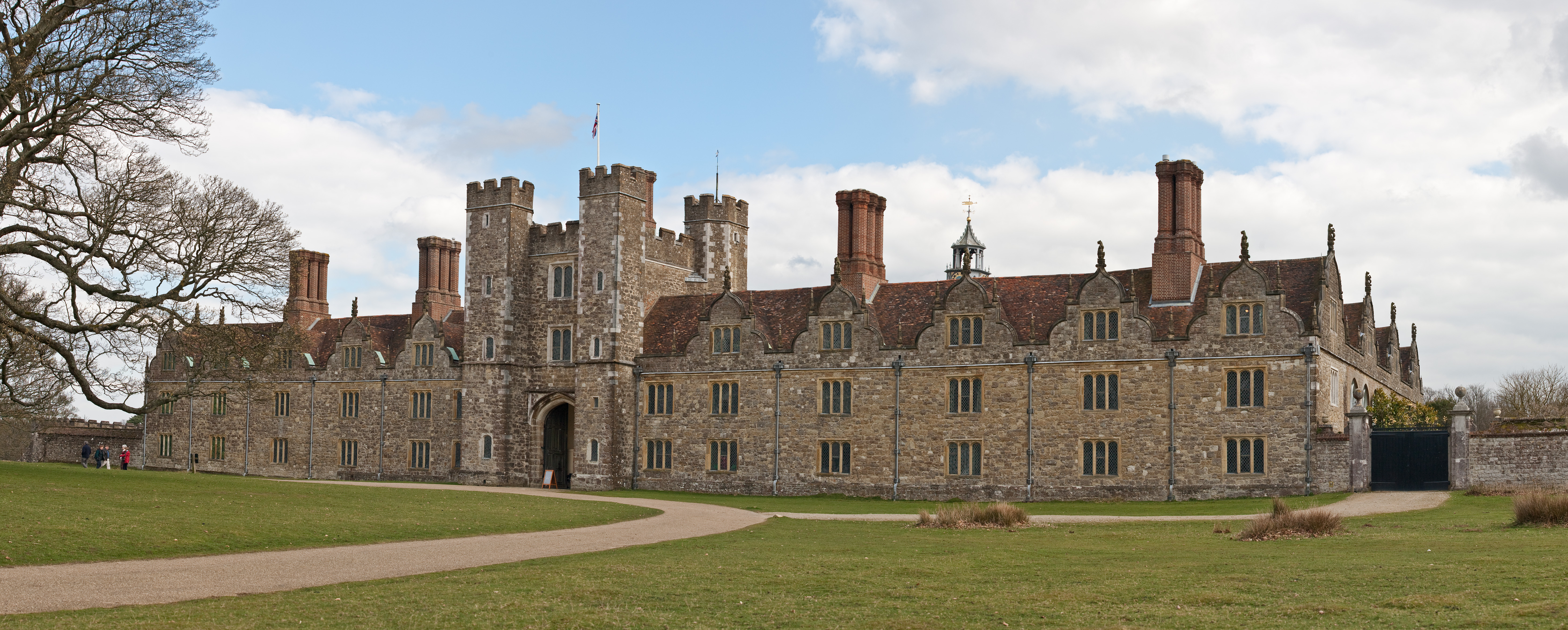

諾爾莊園（Knole House，/noʊl.haʊs/）是英格蘭的一處英國鄉村別墅，位於肯特郡七橡樹，建築和公園面積達1,000-英畝（4.0-平方），有365個房間、52處樓梯、12個入口和7個中庭。諾爾莊園始建於15世紀晚期，在過去的幾百年間不斷進行改建和擴建，但是其主體建築多修建於16世紀，體現了伊麗莎白（Elizabethan）到斯圖亞特王朝（Stuart）晚期的建築風格，目前為英國一級登錄建築。莊園內的鹿苑在過去的400年少有變化，依然保持了自1600年的景色，但是其70％的林地在1987年的暴風中受到嚴重破壞，至今沒有完全恢復。

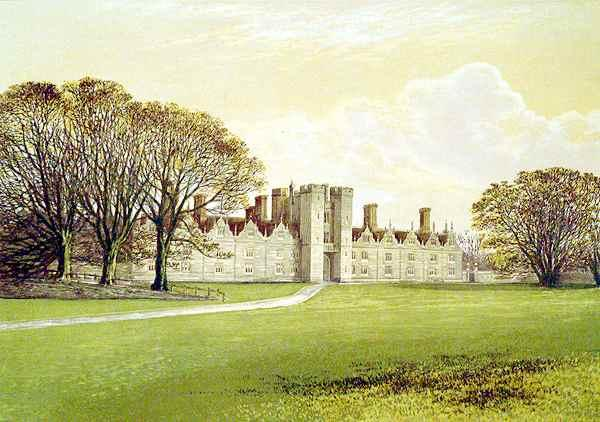
1880的諾爾莊園

## 歷史
莊園最老的部分由坎特伯雷大主教Thomas Bourchier於1456至1486年修建。Thomas Bourchier去世後將它贈與了坎特伯雷座堂。在隨後的幾年，莊園進行了擴建，增加了一個中庭—綠庭（Green Court）和一個新的塔樓。1538年，國王亨利八世從大主教托马斯·克兰麦手中搶走了莊園。
1566年，莊園傳到了伊麗莎白一世的表兄托马斯·萨克维尔的手中，其後人自1603年開始一直居住於此。

## 外部連結
- Historical Images of Knole House
- Knole information at the National Trust（页面存档备份，存于）
- Read a detailed historical record on Knole House

51°15′58″N 0°12′22″E / 51.266°N 0.206°E